# Дървенца
Дървенца (Дарвенца, Дрвенца) (на полски: Drwęca) е река в Северна Полша (Варминско-Мазурско и Куявско-Поморско войводство), десен приток на Висла, с дължина 207 km и площ на водосборния басейн 5536 km².

## Географска характеристика
Река Дървенца изтича от югозападния ъгъл на Дървенцкото езеро (част от Мазурския езерен район), разположено на 91 m н.в., в южната част на Варминско-Мазурско войводство. По цялото си протежение тече в югозападна посока през Висленската низина в широка, плитка, залесена и заблатена долина. Влива се отдясно в река Висла на 37 m н.в. в южния квартал на град Торун, Куявско-Поморско войводство.
Водосборният басейн на Дървенца обхваща площ от 5536 km², което представлява 2,79% от водосборния басейн на Висла. Речната ѝ мрежа е едностранно развита с повече и по-дълги леви притоци. На югоизток, юг и запад водосборният басейн на Дървенца граничи с водосборните басейни на Западен Буг, Скарва, Струга, Оса, Лива и други по-малки реки, десни притоци на Висла, а на север – с водосборните басейни на река Пасленка и други по-малки реки, вливащи се директно в Балтийско море. Основен приток: Рузец (44 km, 293 km², ляв).
Дървенца има ясно изразено пролетно пълноводие, дължащо се на снеготопенето и обилните валежи през сезона. Средният годишен отток в устието ѝ е 26 m³/sec.

## Стопанско значение, селища
Голяма част от водите на реката се използват за битово и промишлено водоснабдяване и речен туризъм. Плавателна е за плиткогазещи речни съдове в най-долното си течение. Долината ѝ е гъсто заселена, като най-големите селища са градовете: Нове Място Любавске, Бродница, Голюб-Добжин, Торун.